# Статья 6 Конвенции о защите прав человека и основных свобод
Статья 6 Европейской конвенции о правах человека (ЕКПЧ) — это положение Европейской конвенции, которое защищает право на справедливое судебное разбирательство. В уголовных и гражданских делах он защищает право на публичное разбирательство дела независимым и беспристрастным судом в разумные сроки, презумпцию невиновности, право хранить молчание и другие минимальные права обвиняемых по уголовному делу (достаточное время и возможности для подготовки их защиты, доступ к юридическому представительству, право допрашивать свидетелей или требовать их допроса, право на бесплатную юридическую помощь и переводчика).

## Природа статьи
Большинство нарушений Конвенции, которые Суд находит сегодня, — это чрезмерные задержки в нарушение требования «разумного срока» в гражданских и уголовных разбирательствах в национальных судах, в основном в Италии и Франции. В соответствии с требованием «независимого трибунала» Суд постановил, что военные судьи в судах государственной безопасности Турции несовместимы со статьей 6.
Другой значительный набор нарушений касается статьи 6 (то есть права допрашивать свидетелей или их допрос). В этом отношении могут возникнуть проблемы с соблюдением статьи 6, когда национальное законодательство разрешает использование в качестве доказательств показаний отсутствующих, анонимных и уязвимых свидетелей.

## Дела
- Колоцца против Италии (1985 г.) — «Когда национальное законодательство разрешает проведение судебного разбирательства, несмотря на отсутствие лица, „обвиняемого в совершении уголовного преступления“, которое находится в положении г-на Колоццы, это лицо должно, как только ему станет известно о судебном разбирательстве, иметь возможность получить от суда, заслушавшего его, новое определение существа обвинения».
- Хини и МакГиннесс против Ирландии (2000) — Дело о двух ирландских гражданах, заключенных в тюрьму за то, что они решили хранить молчание и использовать свое право не свидетельствовать против себя при подозрении в террористическом акте, связанном с IRA. «Суд… считает, что соображения безопасности и общественного порядка, на которые опирается правительство, не могут оправдать положение, которое умаляет саму суть прав заявителей на молчание, гарантированное статьей 6 § 1 Конвенции.»[1]
- Перес (Perez) против Франции (2004 г.) — «право на справедливое судебное разбирательство занимает настолько важное место в демократическом обществе, что не может быть никаких оснований для ограничительного толкования пункта 1 статьи 6 Конвенции»[2]
- Гарсиа Руис против Испании (1999 г.) — суд применил доктрину четвертой инстанции,[3] заявив, что в его задачу не входит рассмотрение фактических или юридических ошибок, предположительно совершенных национальным судом, за исключением случаев и в той степени, в которой они могли нарушить права и свободы, охраняемые Конвенцией.[4]
- Ван Кюк против Германии (2003 г.) — суд принял дело к рассмотрению по существу и установил нарушение на основании того факта, что немецкие суды не последовали подходу Страсбургского суда в отношении медицинской необходимости в гормонозамещающей терапии и хирургической операции по изменению пола.[5]
- Джон Мюррей против Соединенного Королевства (1996) 22 EHRR 29
- Бентем против Нидерландов (ЕСПЧ 23 октября 1985 г.)
- Ассанидзе v. Грузия , Приложение. № 71503/01 (Eur. Кт. HR 8 апреля 2004 г.)